# Aït Thabit
1324–1355
(31 ans)
1369–1401
(32 ans)
Entités précédentes :
- Sultanat hafside de Tunis

Entités suivantes :
- Sultanat hafside de Tunis

Les Aït Thabit sont une dynastie berbère ayant contrôlé Tripoli et une partie de la région de Tripolitaine au XIVe siècle.

## Origine
Le fondateur de la dynastie, Thabit ibn Ammar, est originaire de la tribu des Zakūğa de la confédération des Houaras.

## Histoire
Au XIIIe siècle, Tripoli passe sous le contrôle Hafside.

En 1324, la ville passe sous contrôle de Thabit ibn Ammar après une révolte par ce dernier.

Pour se venger, Thabit est fait assassiner 6 mois plus tard par le fils de Sa'id ibn Ṭahir al-Mazughi, précédent dirigeant de la ville.